# Hyde & Seek
Hyde & Seek, es un drama australiano transmitida desde el 3 de octubre de 2016 hasta el 21 de noviembre de 2016 por medio de la cadena Nine Network.
La serie fue creada por Rachel Lang y Gavin Strawhan
Contó con la participación de actores invitados como Josh Quong Tart, Beau Brady, Damian de Montemas, Salvatore Coco, Victoria Haralabidou, Radek Jonak, Alex Blias, Paul Gleeson, Michele-Antonio Mattiuzzi,. Harriet Dyer, Joel Jackson, entre otros...
El 26 de abril de 2017 se anunció que la serie no había sido renovada.

## Historia
Cuando su mejor amigo y compañero, el detective Nick Petrides, es asesinado durante un ataque aparentemente al azar, el detective Gary Hyde promete hacer justicia y llevar a los asesinos a la cárcel. 
Junto a su nueva compañera, la detective Claire McKenzie, Gary descubre un mundo de asesinatos, fraudes de identidad, caos e intrigas en donde nadie está a salvo y en nadie se puede confiar.
En un mundo donde el crimen no tiene fronteras y todos tienen algo que ocultar, Gary y Claire arriesgan todo para atrapar a los criminales, pero este mundo pone en peligro a sus familias y ocasiona que se cuestionen todo en lo que creen.

## Personajes

### Personajes principales[4]
| Actor                 | Personaje            | Ocupación                                                                                 | Episodios | Duración |
| --------------------- | -------------------- | ----------------------------------------------------------------------------------------- | --------- | -------- |
| Matt Nable            | Det. Gary Hyde       | Detective de Homicidios de la Policía de Nueva Gales del Sur                              | 8         | 2016     |
| Emma Hamilton         | Det. Claire McKenzie | Investigadora Especial del Departamento de Inmigración de Nueva Zelanda                   | 8         | 2016     |
| Mandy McElhinney      | Jackie Walters       | Agente Federal y Líder del Equipo de la Policía Federal de Australia Contra el Terrorismo | 8         | 2016     |
| Tai Hara              | Det. Kevin Soga      | Detective de Homicidios de la Policía de Nueva Gales del Sur                              | 8         | 2016     |
| Claire Lovering       | Det. Tanya Martin    | Detective de Homicidios de la Policía de Nueva Gales del Sur                              | 8         | 2016     |
| Jeremy Lindsay Taylor | Andrew Mills         | Oficial de Inteligencia de la "ASIO"                                                      | 8         | 2016     |
| Zoe Ventoura          | Sonya Hyde           | -                                                                                         | 8         | 2016     |
| Deborra-Lee Furness   | Claudia Rossini      | Directora de la Organización de Inteligencia Secreta de Australia                         | 4         | 2016     |

### Personajes secundarios
| Actor             | Personaje       | Ocupación      | N.º de episodios | Duración |
| ----------------- | --------------- | -------------- | ---------------- | -------- |
| Bede Warnoc       | Oscar Hyde      | -              | 7                | 2016     |
| Avani Farriss     | Rosie Hyde      | -              | 7                | 2016     |
| Stephanie Panozzo | Angela Petrides | Esposa de Nick | 6                | 2016     |
| Aaron Fa'aoso     | Maru Salesi     | -              | 4                | 2016     |
| Andrew McFarlane  | Stuart Flanagan | -              | 3                | 2016     |
| Leah Vandenberg   | Rebecca Dion    | -              | 3                | 2016     |
| Simon Palan       | -               | Reportero      | 3                | 2016     |

### Antiguos personajes secundarios
| Actor                 | Personaje     | Ocupación | N.º de episodios | Duración |
| --------------------- | ------------- | --------- | ---------------- | -------- |
| Vanessa Moltzen       | Linda Hansen  | -         | 2                | 2016     |
| Rahel Romahn          | Jamil         | -         | 2                | 2016     |
| Alex Tsitsopoulos     | Nick Petrides | Detective | 1                | 2016     |
| Josh Lev              | -             | -         | -                | 2016     |
| Alexander Bertrand    | Danny Tollis  | -         | 1                | 2016     |
| Francisca Braithwaite | Liv Truscott  | -         | 1                | 2016     |

## Producción
Creada y escrita por Rachel Lang y Gavin Strawhan, contó con la participación de la compañía productora "Matchbox Pictures".
La serie fue producida por Stephen Corvini y contó con el apoyo de los productores ejecutivos Andy Ryan, Jo Rooney y Debbie Lee.
Fue dirigida por Peter Andrikidis, David Caesar y Daniel Nettheim. 
La serie fue distribuida por "NBCUniversal".